# بروكسل العاصمة
بروكسل العاصمة هي دائرة إدارية في بلجيكا، تتبع إقليم بروكسل العاصمة.

## التقسيمات الإدارية
- آندرلخت
- Auderghem [الإنجليزية]‏
- Berchem-Sainte-Agathe [الإنجليزية]‏
- بروكسل (بلجيكا)
- إيتربيك
- Evere [الإنجليزية]‏
- Forest, Belgium [الإنجليزية]‏
- Ganshoren [الإنجليزية]‏
- إيكسل
- جيتي
- كوكلبرغ [الإنجليزية]‏
- مولينبيك
- Saint-Gilles, Belgium [الإنجليزية]‏
- Saint-Josse-ten-Noode [الإنجليزية]‏
- شيربيك
- أوكَل
- واترميل بوآتسفور [الإنجليزية]‏
- Woluwe-Saint-Lambert [الإنجليزية]‏
- ويليويه سانت بيتر
- بروكسل.